# Falsistrellus
Falsistrellus és un gènere de ratpenats de la família dels vespertiliònids oriünds d'Àsia i Austràlia.

## Taxonomia
Aquest gènere està format per les següents cinc espècies:
- Falsistrellus affinis
- Falsistrellus mackenziei
- Falsistrellus mordax
- Falsistrellus petersi
- Falsistrellus tasmaniensis